# أبو الوليد الباجي
أبو الوليد سليمان بن خلف بن سعد بن أيوب التجيبي (15 ذي القعدة 403 هـ - 19 رجب 474 هـ) (1013 - 1082). فقيهٌ مالكي ومحدّثٌ وقاضٍ وشاعر أندلسي، له العديدُ من التصانيف.

## سيرته
ولد أبو الوليد سليمان بن خلف بن سعد بن أيوب بن وارث الباجي في يوم الثلاثاء 15 ذي القعدة 403 هـ في بطليوس التي انتقل منها جده إلى باجة فنسبوا إليها. درس الباجي في الأندلس على يد أبي محمد مكي بن أبي طالب ومحمد بن إسماعيل ويونس بن مغيث وأبي بكر محمد بن الحسن بن عبد الوارث وغيرهم. وفي سنة 426 هـ، رحل أبو الوليد الباجي إلى المشرق، فأقام بمكة مع أبي ذر الهروي ثلاث سنوات يأخذ عنه علم الحديث والفقه والكلام، وحجّ أربع حجج، كما سمع من الحسن بن سعيد المطوعي وأبي بكر بن سختويه وابن محرز وابن محمود الوراق. ثم أقام ببغداد ثلاثة أعوام يدرس الفقه ويسمع الحديث من فقهاء كأبي الطيب طاهر بن عبد الله الطبري وأبي إسحاق إبراهيم بن علي الشيرازي وأبي عبد الله الحسن بن علي الصيمري وأبي الفضل بن عروس وأبي عبد الله الدامغاني وأبو الحسن القزويني وعمر بن إبراهيم الزهري وأبي طالب محمد بن محمد بن غيلان وأبي القاسم الأزهري وعبد العزيز بن علي الأزجي ومحمد بن علي الصوري ومحمد بن عبد الواحد بن رزمة والحسن بن محمد الخلال وغيرهم. ثم إلى دمشق، فسمع من أبي القاسم عبد الرحمن بن الطبيز والحسن بن السمسار والحسن بن محمد بن جميع ومحمد بن عوف المزني. وأقام سنة في الموصل، يدرس الحديث والفقه والكلام والأصول والأدب على يد القاضي أبي جعفر السمناني صاحب ابن الباقلاني، وسمع بمصر من أبي محمد بن الوليد وغيره، ثم عاد إلى الأندلس بعد 13 سنة سنة 439 هـ.
عاد أبو الوليد إلى الأندلس بعلمه بعد أن عاش في رحلته على ما يكفيه، فاجتمع حوله التلاميذ فدرس على يديه الكثيرون ومنهم ابن عبد البر وابن حزم وعلي بن عبد الله الصقلي وأبي عبد الله الحميدي وأحمد بن علي بن غزلون وأبو علي بن سكرة الصدفي وأبي بكر الطرطوشي وابنه أبي القاسم أحمد بن سليمان وأبي علي بن سهل السبتي وأبي بحر سفيان بن العاص ومحمد بن أبي الخير وابن شبرين وأبي علي الجياني وأبي القاسم المعافري وابن أبي جعفر المرسي وغيرهم. ففشى علمه، وعظم جاهه، فأجزل الأمراء صلاته، واستعملوه في مراسلاتهم، وأولوه القضاء بمواضع في الأندلس كأريولة. كما كانت بينه وبين ابن حزم مجالسات ومناظرات. كما ذكر ابن بشكوال أنه روى عن الخطيب البغدادي وروى الخطيب عنه.

## مؤلفاته
لأبي الوليد الباجي العديد من التصانيف منها :
- «الاستيفاء في شرح الموطأ»
- «المنتقى شرح الموطأ» وهو اختصار الاستيفاء، ثم اختصر المنتقى في كتابه «الإيماء»
- «السراج في علم الحجاج ومسائل الخلاف» لكنه لم يتمه
- «المقتبس من علم مالك بن أنس» لم يتمه.
- «المهذب في اختصار المدونة».
- «شرح المدونة».
- «اختلاف الموطأ»
- «مسألة اختلاف الزوجين في الصداق»
- «مختصر المختصر في مسائل المدونة»
- «إحكام الفصول في أحكام الأصول»
- «الحدود في أصول الفقه»
- «الإشارة في أصول الفقه»
- «المنهاج في ترتيب الحجاج»
- «تبيين المنهاج والتسديد إلى معرفة طريق التوحيد»
- كتاب تفسير للقرآن لم يكمله
- «فرق الفقهاء»
- «الناسخ والمنسوخ» لم يتمه
- «السنن في الرقائق والزهد والوعظ»
- «التعديل والتجريح لمن خرج عنه البخاري في الصحيح»
- كتاب في مسح الرأس
- كتاب في غسل الرجلين
- كتاب نصحية لولديه
- رسالة «تحقيق المذهب»[13] و«المعاني في شرح الموطأ» و«سنن الصالحين وسنن العابدين» و«سبل المهتدين».[8]

## وفاته
توفي أبو الوليد الباجي بألمرية في ليلة الخميس 19 رجب 474 هـ، وصلى عليه ابنه أبو القاسم أحمد.